# Эски-Массы
Эски-Массы (кирг. Эски-Масы) — село в Ноокенском районе Джалал-Абадской области Кыргызстана. Входит в состав Шайданского айылного аймака.

## География
Село расположено в южной части области, на левом берегу реки Алаш-Сай, на расстоянии приблизительно 2 километров (по прямой) к северо-востоку от села Масы, административного центра района. Абсолютная высота — 837 метров над уровнем моря.

## Население
Согласно оценочным данным Национального статистического комитета Кыргызской Республики, численность населения села на начало 2023 года составляла 1587 человек.
| год     | 2009 | 2014 | 2015 | 2020 | 2021 | 2023 |
| ------- | ---- | ---- | ---- | ---- | ---- | ---- |
| человек | 1449 | 1429 | 1459 | 1529 | 1540 | 1587 |